# Филипенко, Леонид Николаевич
Леони́д Никола́евич Филипе́нко (5 марта 1914, Варваровка, Херсонская губерния — 27 января 2012, Витебск) — Герой Советского Союза (1945 год). Участник Великой Отечественной войны. Почётный гражданин города Витебска (1985 год).

## Биография
Родился 5 марта 1914 года в селе Варваровка (ныне Новоукраинского района Кировоградской области) в семье крестьянина. Украинец.
Окончил 8 классов, рабфак в Витебске. В 1933—1936 и 1940—1941 годах работал на Витебской чулочно-трикотажной фабрике имени КИМ. В Красной Армии в 1936—1940 годах и с 1941 года. Участник советско-финской войны (1939—1940).
На фронте в Великую Отечественную войну с 1941 года на Западном, Ленинградском, Донском, Сталинградском, Центральном, 1-м, 2-м и 3-м Белорусском фронтах. Окончил фронтовые курсы подготовки командиров рот в 1943 году. Участник освобождения Белоруссии и Польши. Член ВКП(б)/КПСС с 1944 года.
Отличился в боях на территории Восточной Пруссии. Батальон 413-го стрелкового полка (73-я стрелковая дивизия, 48-я армия, 3-й Белорусский фронт) под командованием капитана Филипенко в ночь на 17 февраля 1945 года на подручных средствах форсировал реку Пассарге в районе населённого пункта Грунеберг (6 км юго-восток города Бранево, ПНР) и захватил плацдарм. Бойцы отразили 4 контратаки танков и пехоты противника. Удерживая и расширяя плацдарм, они обеспечили переправу через реку подразделений полка и всей дивизии. Звание Героя Советского Союза присвоено 19 апреля 1945 года.
В 1946 году окончил курсы «Выстрел». С 1960 года подполковник Филипенко — в запасе. Жил в Витебске. Работал начальником штаба гражданской обороны фабрики КИМ.
Скончался 27 января 2012 года.

## Награды и звания
- Герой Советского Союза
- Орден Ленина
- Орден Красного Знамени
- Три ордена Отечественной войны I степени
- Орден Отечественной войны II степени
- Орден Красной Звезды
- 15 апреля 1999 года Указом Президента Республики Беларусь был награждён Орденом «За службу Родине» III степени[2]
- Звание «Почётный гражданин города Витебска» (1985 год).

## Память
- Имя Л. Н. Филипенко присвоено средней школе № 12 в г. Витебске[3][4]. Одна из экспозиций в школьном музее посвящена Л. Н. Филипенко. На здании школы размещён мурал, посвящённый Герою.
- В Витебске в доме № 64 по Московскому проспекту, где проживал Леонид Николаевич, установлена мемориальная доска в его честь.
- Одна из улиц в Витебске названа в честь Л. Н. Филипенко.